# Röekillorna

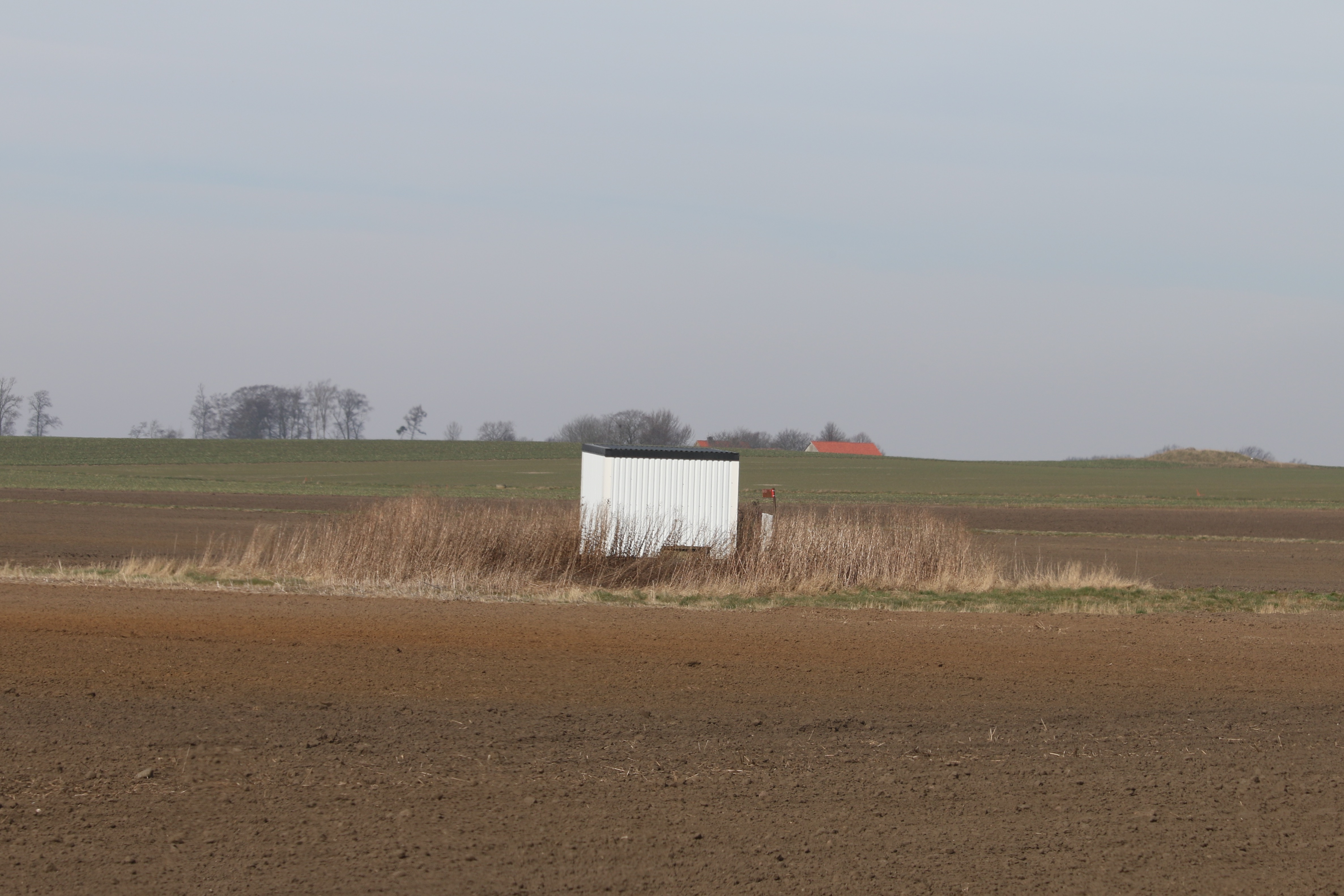
Röekillorna 2016

Röekillorna är en offerkälla, upptäckt år 1951, i närheten av Löderup i Ystads kommun på Österlen. Den ligger ungefär 1,5 km sydväst om Hagestad och har fått sitt namn av den kraftigt röda färg som det framträngande vattnet har, beroende på dess höga järnhalt.
Källan användes som kult- och offerplats från yngre stenåldern till järnåldern. Den blev grundligt utforskad 1960–1962 av Berta Stjernquist (1918–2010). I och runt källan grävdes uppemot 6000 benbitar fram. Av dessa kunde 4000 artbestämmas. Omkring en tredjedel härstammade från häst och hund. Därutöver hittades lämningar av får, get, gris och nötkreatur. 44 skelettdelar kunde identifieras som mänskliga, från minst två vuxna och ett barn. Utöver benfynden hittades stenverktyg från olika epoker, med vilka djuren avlivats och slaktats. Dessutom hittades handkvarnar, förkolnade träbitar, stenar som spruckit genom eldning samt spräckta märgben.
På insidan av skärvor av lerkärl från brons- och järnålder hittades spår av animaliskt fett som visar att de använts till förvaring av livsmedel. En fibula från äldre järnålder tillhörde en mänsklig klädedräkt.
Landskapet befolkades under denna tid. Djur, människor och livsmedel offrades uppenbarligen. De använda föremålen blev avsiktligt förstörda och kvarlämnade.